# Subcentrum Południe
Subcentrum Południe – obszar zlokalizowany na rejonach poprzemysłowych w rejonie ulic Tadeusza Kościuszki, Rzepakowej oraz Kolejowej na granicy dwóch dzielnic: Ligota-Panewniki i Piotrowic-Ochojca w Katowicach. 
Miejscowy plan zagospodarowania przewiduje w tym miejscu budynki usługowe, handlowe oraz biurowe. Poza galerią handlową kolejnymi elementami Subcentrum mają być planowane przy pętli w Brynowie centrum przesiadkowe (jego budowa ma kosztować ok. 90 mln zł, ma się składać z siedmiu przystanków, 14 miejsc postojowych dla komunikacji zbiorowej, miejsca parkingowe oraz parkingu dla rowerów, tramwaj na południe, a także nowy układ drogowy. Planowana jest też przebudowa skrzyżowania ulic Kościuszki-Kolejowa-Jankego, które ma stać się dwupoziomowym węzłem z rondem. Ruch tranzytowy z ulicy Kościuszki w stronę ul. 73 Pułku Piechoty według założeń ma zostać poprowadzony dołem węzła, zaś po rondzie odbywał będzie się ruch lokalny.

## Budynki zlokalizowane w Subcentrum Południe
- Galeria Libero
- Centrum przesiadkowe Katowice Brynów